# J. Bataller i Blanch
J. Bataller i Blanch fou un organista i compositor de Castelló d'Empúries que va viure durant els segles XIX-XX i va ser ser molt actiu durant el segon terç del segle xx i és considerat un compositor de música religiosa. Es desconeix si mantingué algun grau de parentiu amb el músic Marià Bataller i Llonch.
Va ser compositor per a la Basílica de Santa Maria de Castelló d'Empúries, aquesta basílica disposava d'un orgue reconstruït per Gaietà Vilardebó l'any 1854, ja que segurament havia quedat destruït, l'anterior orgue que hi havia, a causa de les tropes frenceses durant la Guerra del Rosellón.
Va compondre durant el període dels anys del segon terç del S.XX tres Ave Maria; en un mateix document n'hi consta dos d'aquests datats del any 1941 i escrits per a 1 v i orgue, (al terme del manuscrit hi consta "Castelló de Ampurias / 29 noviembre 1941") un primer que es troba en Do M i un segon que es troba al revers del mateix document i que està en La M. Durant el segon terç del S.XX en compongué un altre en Fa M i per a 2 v i orgue. Aquestes partituras es conserven al Arxiu Diocesà de Girona.